# 白と黒 (1963年の映画)
『白と黒』（しろとくろ）は、1963年の日本のミステリー・サスペンス映画。橋本忍のオリジナル脚本を堀川弘通監督が映画化した。東京映画作品、東宝配給。モノクロ、シネマスコープ。
2020年9月現在、ビデオ化もDVD化もされていないが、Amazonビデオにてストリーミング配信が開始された。

## あらすじ
若き弁護士・浜野は、恩師・宗方弁護士の年若い妻・靖江と不倫関係にあったが、ある事情から靖江を絞殺する。ところが宗方邸の近くをうろついていた前科4犯の男・脇田が宗方邸から盗んだ宝石を所持していたことから、靖江殺しの容疑者として緊急逮捕される。
脇田は、盗みは認めたものの殺人については否認したため検察の尋問は数日に渡る。しかし、担当検事・落合のしぶとい追及に脇田は殺害を自供し、事件は決着を見る。
一方、妻を殺された宗方弁護士は死刑廃止論者としての信念から敢えて脇田の弁護を担当する。そして、その助手を務めることになった浜野は良心の呵責から必要以上に脇田の無罪を主張する。その浜野の言動に不審を抱いた落合は、秘密裏に補充捜査を開始する。

## 出演者
- 小林桂樹：落合克巳（東京地検捜査検事）
- 仲代達矢：浜野一郎（弁護士）
- 乙羽信子：落合知子（落合の妻）
- 大空真弓：村松由紀（製鋼会社会長の娘、浜野の婚約者）
- 千田是也：宗方治正（城南弁護士会会長）
- 東野英治郎：宮本（宮本組社長）
- 小沢栄太郎：吉岡（東京地検刑事部長、落合の上司）
- 西村晃：平尾（警視庁捜査一課刑事）
- 山茶花究：岩崎
- 三島雅夫：村松
- 永井智雄：高原（東京地検公判検事）
- 浜田寅彦：石川
- 稲葉義男：法医学教授
- 浜村純：矢野
- 井川比佐志：脇田正吉（前科4犯の容疑者）
- 岩崎加根子：大井房子
- 川口敦子：
- 木村俊恵：明美（呑み屋の女）
- 小林哲子：高倉美代
- 野村昭子：ちよみ（呑み屋の女）
- 中村美代子：
- 中村たつ：銀座のバーの女B
- 菅井きん：キヨ（宗方家女中）
- 山田清：東京地裁の裁判長
- 武内亨：電話局の職員
- 横森久：筆跡鑑定人
- 神山寛：宗方邸前の警官
- 中野伸逸：裁判所の廷吏
- 山崎直衛：
- 矢野宣：旅館の男
- 内田透：検察庁・事務員
- 近藤洋介：大沢
- 佐伯赫哉：都電の車掌
- 秋好光果：烏森旅館の女中
- 高山真樹：
- 新田勝江：
- 谷育子：煙草屋の女店員
- 伊藤弘子：銀座のバーの女A
- 水木恵子：
- 守田比呂也：久保
- 中原成男：深田
- 東野英心：ラジオ屋の店員
- 淡島千景：宗方靖江（宗方の妻）

特別出演
- 松本清張：関東テレビ土曜日の番組『この人をたずねて』の司会
- 大宅壮一：本人役（テレビ番組内の評論家）

クレジット外
- 榊原秀春：落合強（落合の息子）
- 渡辺喜世子：落合規子（落合の娘）
- 賀来敦子：銀座のバーの女C

## スタッフ
- 製作：佐藤一郎、椎野英之
- 監督：堀川弘通
- 脚本：橋本忍
- 撮影：村井博
- 美術：水谷浩
- 録音：原島俊男
- 照明：比留川大助
- 音楽：武満徹
- 監督助手：松本あきら
- 整音：西尾曻
- 編集：黒岩義民
- 現像：キヌタ・ラボラトリー
- 製作担当者：西村達

## 併映作品
- 『喜劇　とんかつ一代』: 川島雄三監督